# Gaya cardenasii
Gaya cardenasii är en malvaväxtart som beskrevs av Antonio Krapovickas. Gaya cardenasii ingår i släktet Gaya och familjen malvaväxter. Inga underarter finns listade i Catalogue of Life.